# 川面真也
川面 真也（かわつら しんや、1974年 - ）は、日本の男性アニメーション演出家。大阪府出身。ビィートレイン出身。弟はP.A.WORKS所属の川面恒介。

## 人物
『のんのんびより』以降、共通したスタッフと仕事する事例があり、他にも担当作品の美術を草薙(KUSANAGI)が、音楽制作をランティスが務めている。

## 参加作品

### テレビアニメ
1999年
- アークザラッド（担当制作）
- ワイルドアームズ トワイライトヴェノム（制作進行）

2001年
- NOIR（各話 絵コンテ・演出、演出助手）
- 砂漠の海賊!キャプテンクッパ（各話 絵コンテ・演出）

2002年
- .hack//SIGN（各話 絵コンテ・演出）

2003年
- .hack//黄昏の腕輪伝説（各話 絵コンテ・演出）
- AVENGER（各話 絵コンテ・演出）

2004年
- MADLAX（各話 絵コンテ・演出）
- 吟遊黙示録マイネリーベ（助監督、各話 絵コンテ・演出）

2005年
- ツバサ・クロニクル（各話 絵コンテ・演出）

2006年
- 吟遊黙示録マイネリーベwieder（監督、各話 絵コンテ・演出）
- .hack//Roots（エンディング・各話 絵コンテ・演出）
- ツバサ・クロニクル 第2シリーズ（各話 絵コンテ・演出）

2007年
- エル・カザド（各話 絵コンテ・演出）

2008年
- true tears（オープニング・各話 絵コンテ・演出）
- 紅 kure-nai（演出）
- とある魔術の禁書目録（演出）

2009年
- Phantom 〜Requiem for the Phantom〜（各話 絵コンテ・演出）

2010年
- デュラララ!!（助監督、各話 絵コンテ・演出）
- 心霊探偵 八雲（絵コンテ）
- とある魔術の禁書目録II（各話 絵コンテ・演出）

2011年
- へうげもの（絵コンテ・演出）
- 青の祓魔師（演出）
- 神様のメモ帳（各話 絵コンテ・演出）
- バカとテストと召喚獣にっ!（各話 絵コンテ・演出）

2012年
- ココロコネクト（監督、オープニング・エンディング・第1話 絵コンテ・演出）

2013年
- のんのんびより（監督、オープニング・エンディング・各話 絵コンテ・演出）

2014年
- ご注文はうさぎですか?（絵コンテ）
- Fate/kaleid liner プリズマ☆イリヤ ツヴァイ!（絵コンテ）
- グラスリップ（絵コンテ）
- ばらかもん（各話 絵コンテ・演出）

2015年
- ジョジョの奇妙な冒険 スターダストクルセイダース（絵コンテ）
- デュラララ!!×2 転（各話 絵コンテ・演出）
- のんのんびより りぴーと（監督、オープニング・エンディング・各話 絵コンテ・演出）

2016年
- 田中くんはいつもけだるげ（監督）
- ステラのまほう（監督、エンディング絵コンテ・演出）

2017年
- サクラダリセット（監督）

2018年
- たくのみ。（絵コンテ）

2021年
- のんのんびより のんすとっぷ（監督）
- 魔法科高校の優等生（エンディング 絵コンテ・演出）

2022年
- プリンセスコネクト!Re:Dive Season 2（絵コンテ）

2023年
- Buddy Daddies（演出）
- Opus.COLORs（絵コンテ）

2024年
- 道産子ギャルはなまらめんこい（演出）
- 烏は主を選ばない（演出）

2025年
- 日々は過ぎれど飯うまし（監督） - 春水融と共同

### 劇場アニメ
2013年
- 劇場版 とある魔術の禁書目録 -エンデュミオンの奇蹟-（演出）

2018年
- 劇場版 のんのんびより ばけーしょん（監督）

2021年
- 岬のマヨイガ（監督）

### OVA
2007年
- MURDER PRINCESS（各話 絵コンテ・演出）

2012年
- 乙女はお姉さまに恋してる 2人のエルダー THE ANIMATION（監督、エンディング・各話 絵コンテ・演出）